# Conclavul din 2025

Repartiția cardinalilor electori pe glob

Conclavul din 2025 s-a constituit pe 7 mai 2025 pentru a-l alege pe succesorul papei Francisc. Potrivit purtătorului de cuvânt al Sfântului Scaun vor participa la acest conclav 133 din cei 135 de cardinali cu drept de vot. Doi cardinali electori nu vor putea participa din motive de sănătate.
În data de 8 mai anunțul Habemus papam a fost făcut de cardinalul Dominique Mamberti.

## Structura conclavului
107 din cei 133 de participanți au fost  cardinali numiți de papa Francisc pe parcursul pontificatului său (2013-2025).